# Protidricerus steropterus
Protidricerus steropterus là một loài côn trùng trong họ Ascalaphidae thuộc bộ Neuroptera. Loài này được X.-l. Wang & C.-k. Yang miêu tả năm 2002.